# Staurostichus limbipennis
Staurostichus limbipennis är en tvåvingeart som först beskrevs av Macquart 1840.  Staurostichus limbipennis ingår i släktet Staurostichus och familjen svävflugor. Inga underarter finns listade i Catalogue of Life.